# Idila căpitanului Corelli
Idila căpitanului Corelli (în engleză Captain Corelli's Mandolin) este un film de război din 2001 de John Madden. Scenariul este scris de Shawn Slovo pe baza unui roman omonim din 1994 de Louis de Bernières. Rolurile principale au fost interpretate de actorii Nicolas Cage și Penélope Cruz.